# Clepsis illustrana
Clepsis illustrana is een vlinder uit de familie bladrollers (Tortricidae). De wetenschappelijke naam is voor het eerst geldig gepubliceerd in 1936 door Krogerus.
De soort komt voor in Europa.